# Plagionotus floralis
Plagionotus floralis är en skalbaggsart som först beskrevs av Peter Simon Pallas 1773.  Plagionotus floralis ingår i släktet Plagionotus och familjen långhorningar.
Artens utbredningsområde är:
- Frankrike.
- Iran.
- Kazakstan.
- Ukraina.

Arten har ej påträffats i Sverige. Inga underarter finns listade i Catalogue of Life.

## Bildgalleri

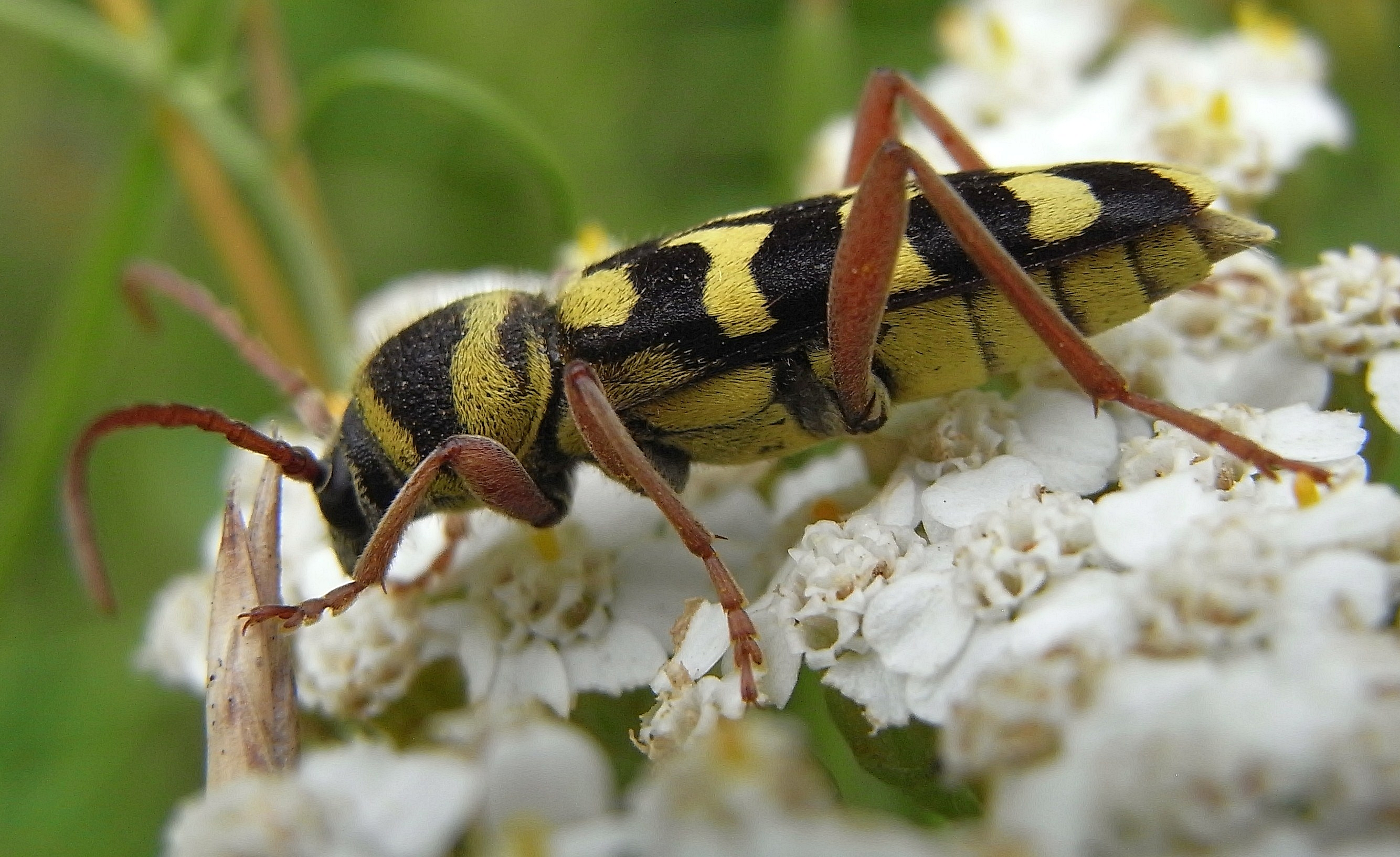
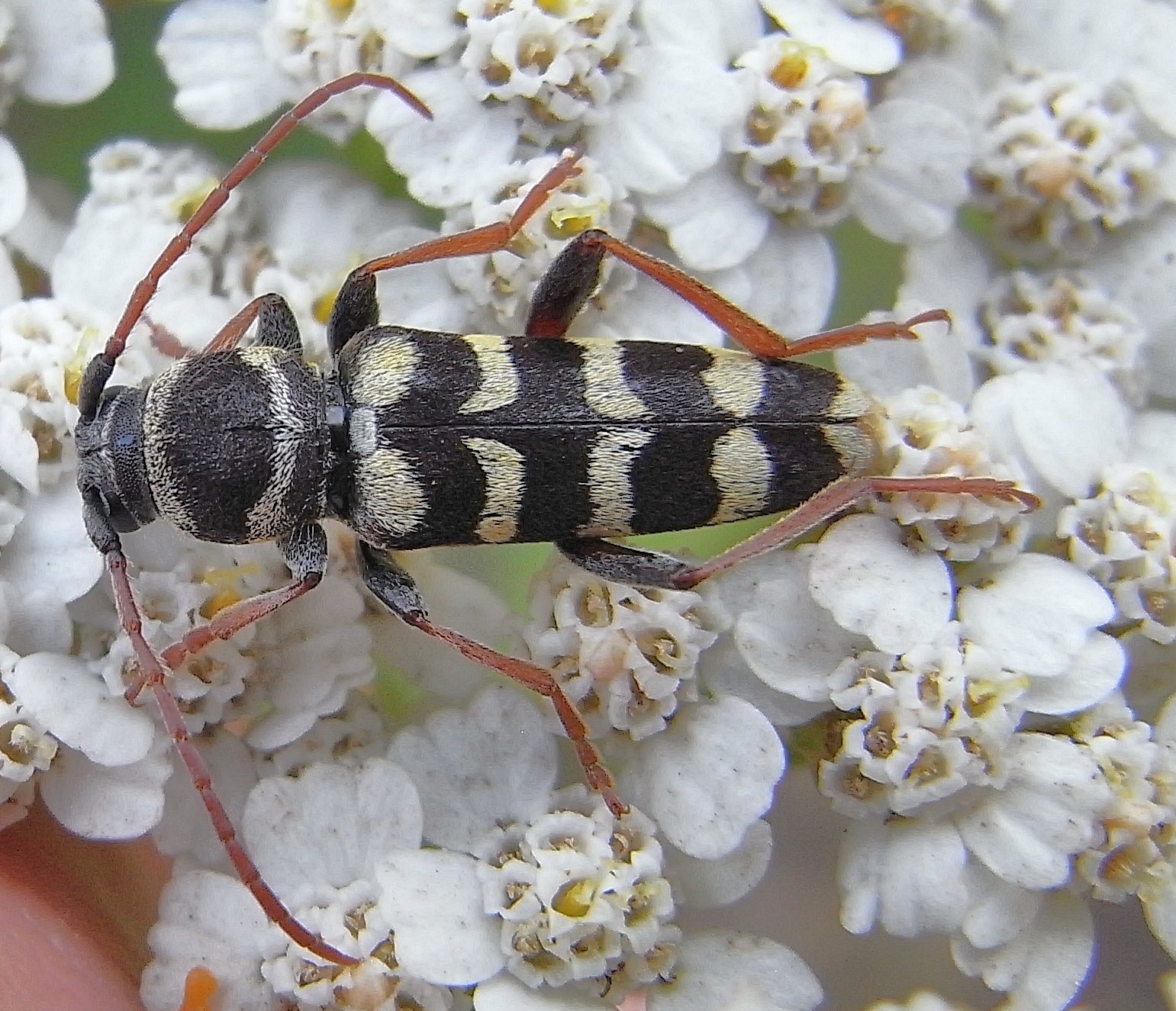
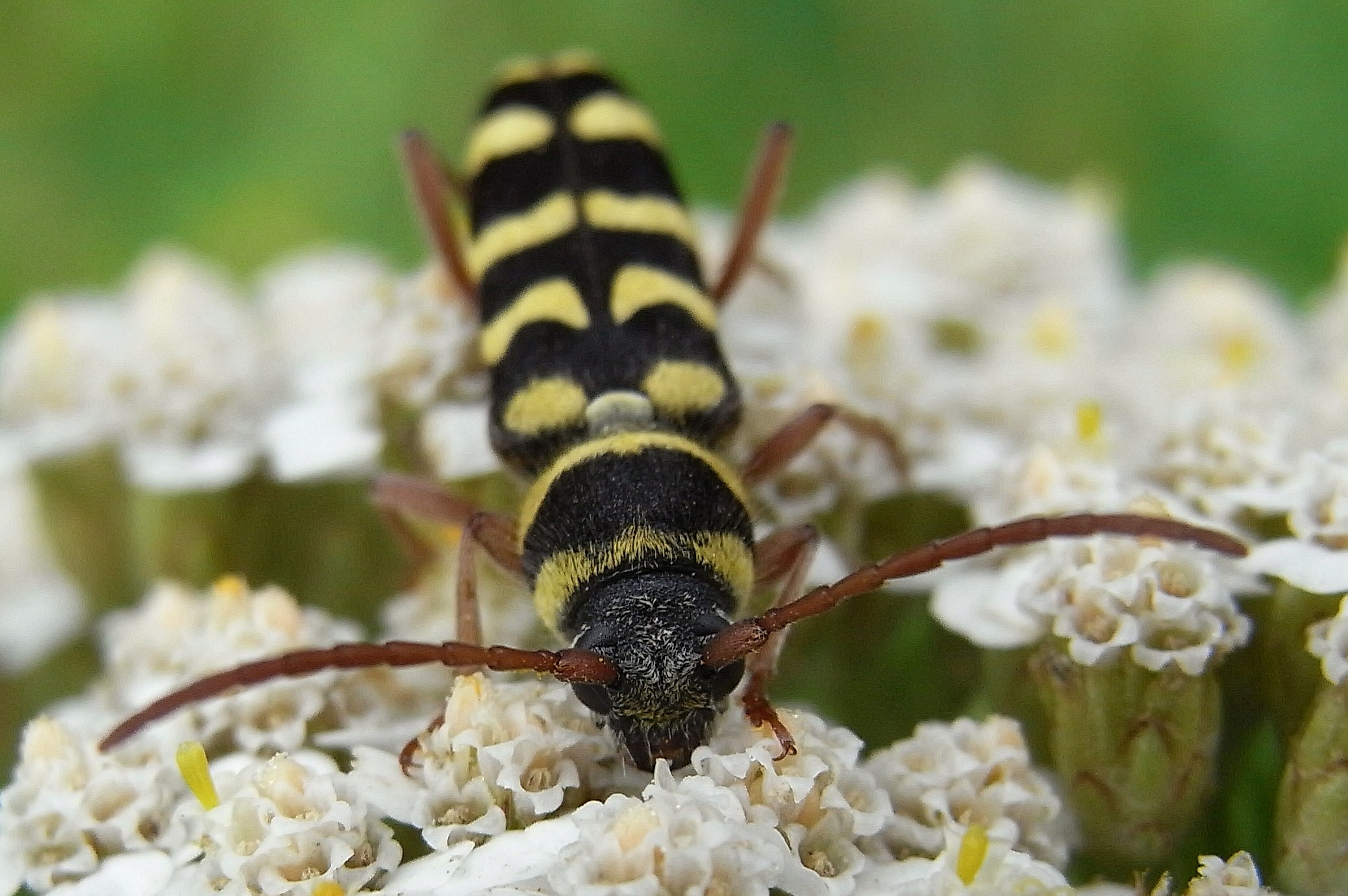
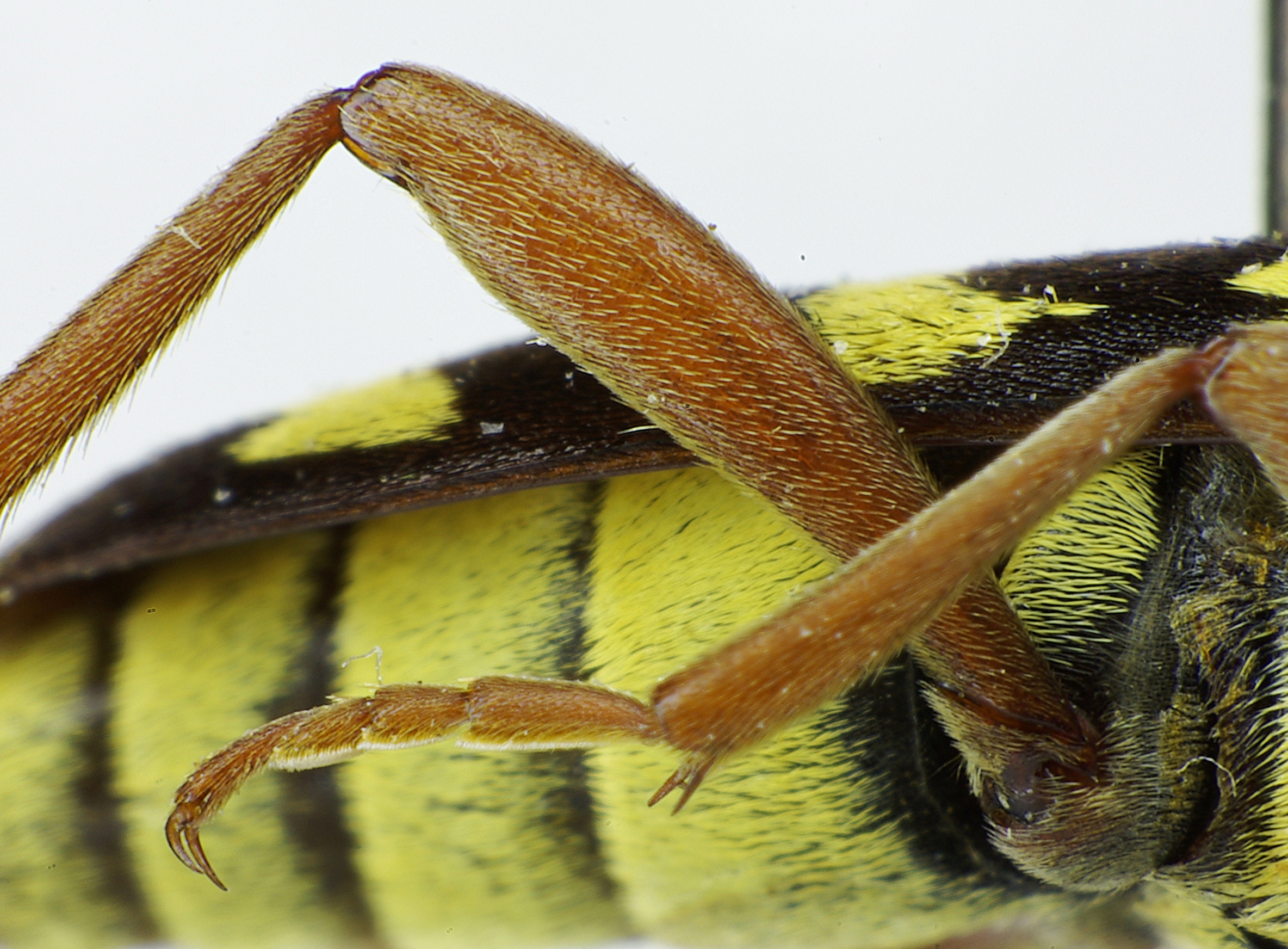